# Дикирх (окръг)
Дикирх е един от 3-те окръга на Люксембург. Населението му е 73 508 жители (2007 г.), а площта 1157,24 кв. км. Разделен е на 5 кантона. Административен център е град Дикирх. Доходът на глава от населението в окръга е $49 000 годишно.